# فرنسيس ستيوارت بريغز
فرنسيس ستيوارت بريغز (بالإنجليزية: Francis Stewart Briggs)‏ هو طيار أسترالي، ولد في 18 سبتمبر 1897، وتوفي في 21 يوليو 1966.